# シャンルウルファ県
シャンルウルファ県（シャンルウルファけん、トルコ語: Şanlıurfa ili、クルド語: Parêzgeha Rihayê、アラビア語: محافظة أورفة）は、トルコ南東部、南東アナトリア地方の県。シャンルウルファ大都市自治体とは同一の範囲である。人口はおおよそ210万人。
西にガズィアンテプ、北にアドゥヤマン、西にディヤルバクルとマルディンと接しており、南はシリア国境である。 1990年にはおおよそ100万人の人口であり、そのうち55万が都会に、45万が地方の村に住んでいた。2000年には143万人に人口が増加、シャンルウルファ市の人口はおおよそ83万人である。

## 特徴
同県の面積、18,584km²は南東アナトリア最大であり、シャルンウルファは南東アナトリア計画（Güneydogu Anadolu Projesi (GAP)）のいくつかの主要な要素を含んでいる。南東アナトリア計画ではチグリス・ユーフラテス川の水力利用、農業用灌漑の大規模な整備、地域の経済開発が考えられている。 国家主導の非常に大規模な開発計画であり、ダム計画、水量調整、水力発電やその他の川の利用に関わっている。計画では22のダムと何十キロもの利水灌漑の整備を含む。
GAPの前からシャンルウルファは非常に肥えた土地であったためトルコの農業生産の主力の県であった。シャンルウルファとハラン平原は1500平方km以上の範囲に広がっている。これらの平野に灌漑を整備するのがGAPの最重要課題である。
1990年の国勢調査ではこの県は14万8521世帯であり、平均すると一世帯に6～7人程度の家庭が多いと考えられる。このうち、71％の世帯は農家である。1992年、シャンルウルファは土地所有者が多く、土地のない人間が48％いた。県内の5％の家庭が県全域の65％の土地を所有しており、一般的な家庭は全域のうち10％を所有するに過ぎないと言う格差が発生している。
この県内のトルコ人は僅か10％であり、クルド人が40％、ザザ人が20％、アラブ人が30％である。数千人程度の小さい共同体はアッシリア語とヤズィード派の文化を継承している。
シャンルウルファの成長率は1985年から1990年にかけて4.6%であり、地方平均、国家平均よりも成長率が高かった。

## 政治
シャンルウルファの政治は広範にザザ人出身者の政治的支持者が多い。以前、ユーフラテス流域地域は中道右派の正道党の基盤となっており、特にスュレイマン・デミレル、タンス・チルレル、現在警察本部長のメフメト・アーガルなどがいた。現在はトルコで優勢な公正発展党が2004年、初めて地方選挙に出てきており、43.04%の議席を得ている。しかし、正道党は有権者が親しみやすいアーガルの下で支持率の回復を見せている。
クルド人政党の民主人民党もこの一帯で展開しており、民族票を得るためにクルド人の独立性の意識議論を遊説している。しかしながらこれはクルド人の定義とは異なるザザ人とは関係なく、議論を混乱させている。さらに、いくつかの民族は1980年代から1990年代まで続いたクルディスタン労働者党のテロリズムと最前線で戦った人々であるため、効果は微妙である。それでも、民主人民党は隣県の2地区とともに、1999年の地方選挙では12％だった獲得票を2004年には州で二番目となる16.95%に伸ばしており成功していると言える。民主人民党は伝統的にシリアに接しておりアラブ人の多い地域を避けており、この地区では候補者の出馬さえしていない。
民族主義者行動党はトルコ民族意識を唱えて1998年には7.18％の得票であったものの、その後2004年には2.97％に後退している。
中道左派の共和人民党は無党派層から10％未満の得票している。

## 下位自治体
- アクチャカレ（Akçakale）
- ビレジク（Birecik）
- ボゾヴァ（Bozova）
- ジェイランプナル（Ceylanpınar）
- エイユビイェ（Eyyübiye）
- ハルフェティ（Halfeti）
- ハリリイェ（Haliliye）
- ハッラン（Harran）
- ヒルヴァン（Hilvan）
- カラキョプリュ（Karaköprü）
- スィヴェレク（Siverek）
- スルチュ（Suruç）
- ヴィランシェヒル（Viranşehir）